# Serifos
Die griechische Kykladeninsel Serifos (griechisch Σέριφος (f. sg.)) bildet zusammen mit einigen kleinen unbewohnten Inseln eine Gemeinde innerhalb der Region Südliche Ägäis.

## Lage

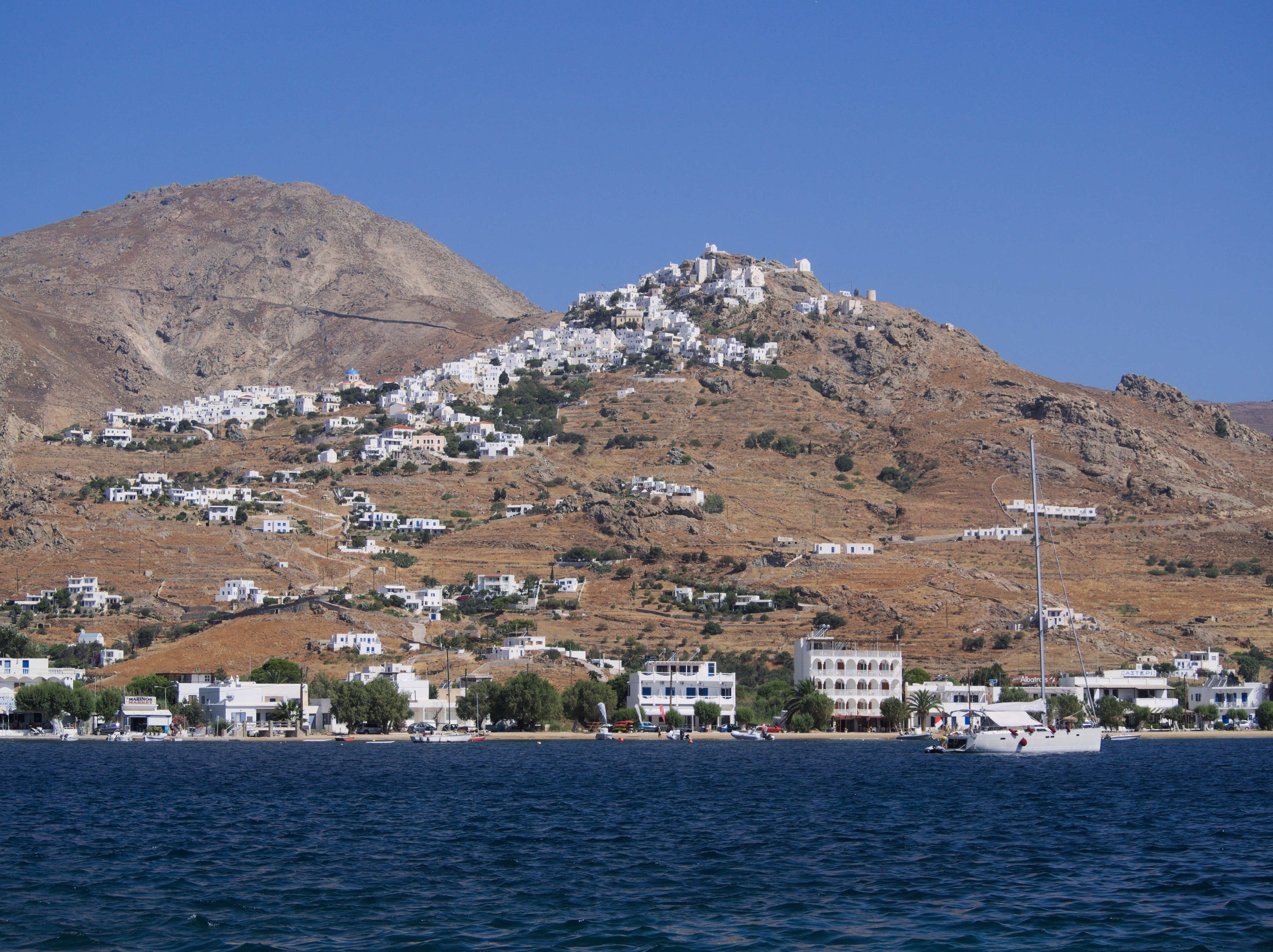
Serifos (Chora) 30. Juni 2016

Serifos ist eine Insel der westlichen Kykladen, die 14 km nordwestlich von Sifnos, 13 km südlich von Kithnos und etwa 40 km nördlich von Milos liegt. Serifopoula, mit 1,67 km² die größte zur Gemeinde Serifos zählende Insel liegt 8 km nordöstlich, Piperi liegt 10,5 km nördlich und Vous 2 km östlich. Weitere kleine Felseninseln in unmittelbarer Nähe zu Serifos sind Mikronisi im Süden und Sykamia im Norden.
Die Insel hat eine Fläche von 74,331 km², ihre maximale Länge beträgt vom Kap Kyklopas (Ακρωτήριο Κύκλωπας) im Südwesten nach Nordost 13 km, die maximale Breite von Nordwest nach Südost etwa 10 km. Die Küstenlinie wird durch zahlreiche kleine Buchten und im Süden von drei großen Buchten Kalo Ambeli (Καλό Αμπέλι), Koutalas (Κουταλάς) und Livadi (Λιβάδι) gebildet. Von Südwest nach Nordost wird Serifos von einem Bergzug durchzogen, der im zentralen Inselbereich mit dem Troulos (Τρούλος) 585 m Höhe erreicht und somit die höchste Erhebung der Insel darstellt.

## Mythologie
Nach der griechischen Mythologie landeten Danaë und Perseus nach ihrer Nachtmeerfahrt in der Arche, in die sie von Danaës Vater Akrisios gesperrt worden waren, auf der Insel. Polydektes, der damalige König der Insel, begehrte Danaë zur Frau und wurde samt allen anderen versteinert, die nicht glauben wollten, dass Perseus das Haupt der Gorgone Medusa gefunden habe. Diese Felsenformationen werden den Besuchern noch heute gezeigt.

## Geschichte

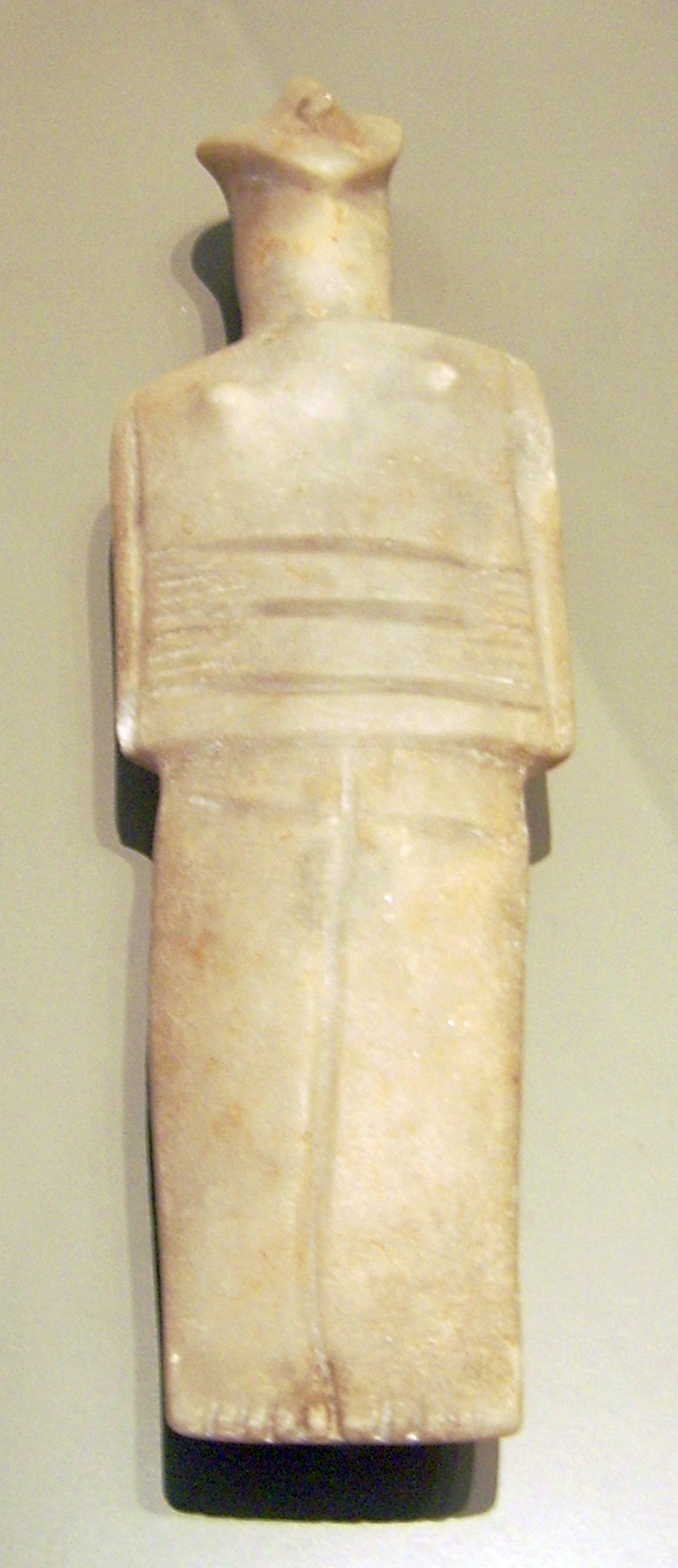
Kykladenidol

In der Geschichte von Serifos spielte der Bergbau über einen Zeitraum von fünf Jahrtausenden immer wieder eine bedeutende Rolle. Die frühesten Hinweise auf die Metallgewinnung wurden an der Nordküste bei Kephala 1982 an einem dem Wind ausgesetzten Nordhang durch das Institut für Geologie und Mineral-Exploration und ein Team der Universität Oxford gefunden. Der Fundort enthielt etwa 3000 Tonnen Schlacke, die vermutlich von einer frühbronzezeitlichen Kupferhütte stammen. Die gefundenen Lehmbrocken werden Schmelzöfen zugeordnet.
Siedlungsspuren der bronzezeitlichen Kykladenkultur aus dem 3. Jahrtausend v. Chr. bis zur spätmykenischen Zeit um etwa 1200 v. Chr. wurden auf der Insel nachgewiesen. Auch in minoischer Zeit wurden die Eisenerz- und Kupfervorkommen der Insel ausgebeutet.
Im 7. Jahrhundert v. Chr. besiedelten Aioler aus Thessalien und Ionier aus Attika die Insel. Nachdem sich Serifos am Kampf gegen die Perser beteiligt hatte, schloss es sich dem Attischen Seebund an und akzeptierte die Vorherrschaft Athens.
Auch 377 v. Chr. wurde die Insel Mitglied im Zweiten Attischen Seebund. Bereits 363 v. Chr. von den Makedoniern erobert, gelangte die Insel zwischenzeitlich (306–266 v. Chr.) unter die Kontrolle der Ptolemäer, bevor sie infolge der Makedonisch-Römischen Kriege 146 v. Chr. von den Römern erobert und zum Verbannungsort missliebiger Politiker wurde, u. a. von Cassius Severus. Der Erzabbau wurde unter der römischen Besatzung bis ins 2. Jahrhundert n. Chr. fortgesetzt.
Marco Sanudo integrierte Serifos 1207 in das venezianische Herzogtum Archipelagos und übertrug die Insel an venezianische Adelsfamilien. Die Familie Ghisi bekam die Hälfte, jeweils ein Viertel erhielten die Familien Giustiniani und Michieli. Der Familienanteil der Ghisi ging 1334 an Bragadini und anschließend an weitere über, während der Anteil der Giustiniani 1412 an die Micheli übertragen wurde. Mit den neuen Herren wurde auch der Erzabbau auf der Insel wieder aufgenommen und die intensive Förderung vorangetrieben. Unter den unmenschlichen Arbeitsbedingungen fanden tausende Sklaven den Tod. Ein Besitzstreit der venezianischen Familien um die Insel entbrannte, ehe 1537 die Flotte Chaireddin Barbarossas Serifos eroberte. Zunächst wurde die Insel gegenüber dem Osmanischen Reich tributpflichtig, bevor sie ab 1566 endgültig Teil des Osmanischen Reiches wurde. Gleichzeitig wurde der Bergbau eingestellt. Dem portugiesischen Marrane Joseph Nasi wurde für seine Verdienste das Herzogtum Archipelagos von Sultan Selim II. übertragen. Vor dem Hintergrund des russisch-türkischen Krieges wurde Serifos mit der Orlow-Revolte von 1770–1774 russisch, kam jedoch durch den Frieden von Küçük Kaynarca wieder bis 1821 ans Osmanische Reich. In der Folge der Griechischen Revolution wurde Serifos nach dem Londoner Protokoll von 1829 wie die anderen Kykladeninseln Teil des neuen griechischen Staates.
Beeinflusst durch den wirtschaftlichen und kulturellen Aufstieg der Insel Syros verließen zahlreiche Menschen die Insel nach Ägypten oder ließen sich im Osmanischen Reich nieder. Erst mit der systematischen Ausbeutung der Eisenerzvorkommen zum Ende des 19. Jahrhunderts siedelten sich wieder mehr Menschen auf der Insel an. Die Bevölkerungszahl erreichte 1912 etwa 4.400 Einwohner, wovon 2.000 Minenarbeiter waren.

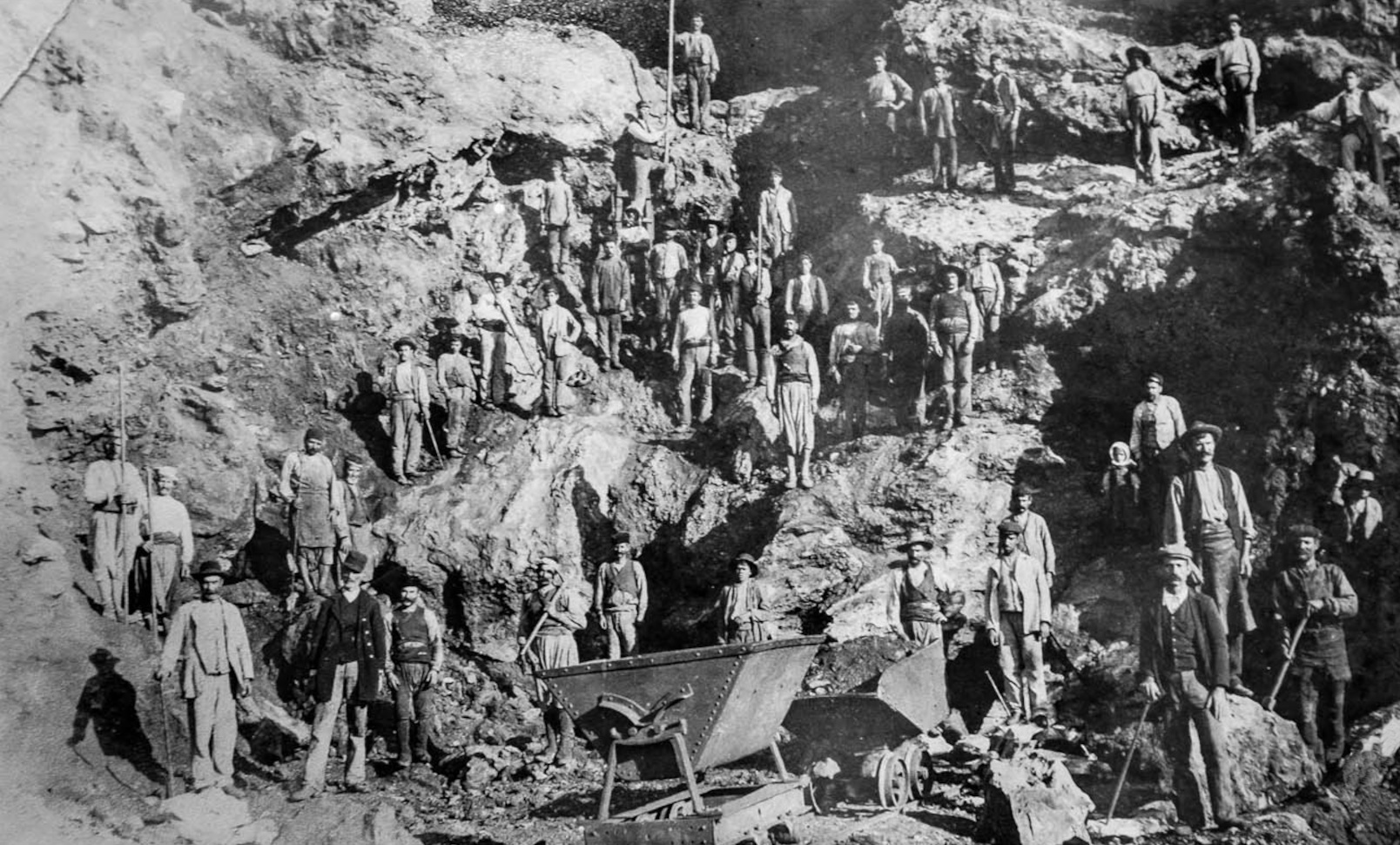
Bergarbeiter auf Serifos, 1895

Ab 1861 wurde im Südwesten bei Megalo Livadi und Koutalas mit der Eisenerzförderung begonnen, die von 1869 bis 1875 von einer griechischen Minengesellschaft (Ελληνική Μεταλλευτική Εταιρεία) durchgeführt wurde. Ab 1880 versuchten sich mit dem Abbau der Erzvorkommen drei unterschiedliche Gesellschaften. Nach 1886 übernahm die französische „Gesellschaft Serifos-Spiliasesa“ unter der Leitung des deutschen Mineralogen A. Grohmann allmählich die Anteile der anderen Gesellschaft. Die Gesellschaft kontrollierte die Arbeiten vom Abbau bis zur Verladung. Das Erz wurde in die Vereinigten Staaten, nach England, Schweden und nach Belgien exportiert.
Im Kampf um die Verbesserung der Arbeits- und Lebensbedingungen organisierten sich Bergarbeiter 1912 in einer Gewerkschaft. Am 7. August 1916 kam es zum Streik, als sich die Arbeiter weigerten ein Schiff zu beladen. Die Forderungen sahen eine achtstündige Arbeitszeit, Lohnerhöhung sowie die Einhaltung von Sicherheitsmaßnahmen vor. Am 20. August forderte Grohmann Hilfe bei den griechischen Behörden an. Um Nahrungsmittel- und Solidaritätslieferungen aus Patras und Athen zu unterbinden, wurden Polizeikräfte und ein Kriegsschiff zur Insel beordert. Der Streik eskalierte am 21. August 1916. Als die Gewerkschaftsführer von der Polizei festgehalten wurden, versammelten sich die Arbeiter zusammen mit ihren Familien an der Verladebrücke um die Beladung eines österreichischen Dampfschiffes zu verhindern. Nach Ablauf eines Ultimatums gab der Dienst habende Leutnant Feuerbefehl. Vier Menschen wurden getötet mehr als 30 verletzt. Als sich daraufhin die Menschen mit Steinen zur Wehr setzten, ließ auch der Minenbetreiber seine Wachleute in die Menge schießen. Auch der Leutnant, ein Unteroffizier sowie zwei Polizisten wurden getötet.
Während des Zweiten Weltkrieges wurde Serifos 1941 durch Italien besetzt. Nach der Kapitulation Italiens folgte von 1943 bis 1944 die deutsche Besatzung. Nach dem Zweiten Weltkrieg wurden die Grohmanns wegen der Zusammenarbeit mit den Deutschen angeklagt und mussten die Insel verlassen. Die Gesellschaft Serifos-Spiliaesa beendete 1951 ihre Tätigkeiten auf der Insel, die Gruben wurden 1965 endgültig geschlossen. Die Laderampen von Koutalas und Megalo Livadi, die Verladestation von Megalo Livadi und die Unterkünfte der Bergarbeiter wurden zu einem Kulturdenkmal erklärt.

## Siedlungen auf der Insel
Nach der Volkszählung von 2011 zählt Serifos 1.420 Einwohner.
- Serifos (Σέριφος (f. sg.)) oder Chora (Χώρα), 364
- Avyssalos (Αβυσσαλός (m. sg.)), 18
- Agios Ioannis (Άγιος Ιωάννης (m. sg.)), 21
- Galani (Γαλανή (f. sg.)), 59
- Ganema (Γάνεμα (n. sg.)), 58
- Kandarchos (Κένταρχος (m. sg.)), 58
- Koutalas (Κουταλάς (m. sg.)), 23
- Livadi (Λιβάδι (n. sg.)), 605
- Megalo Livadi (Μεγάλο Λιβάδι (n. sg.)), 31
- Megalo Chorio (Μεγάλο Χωρίο (n. sg.)), 12
- Moni Evangelistrias (Μονή Ευαγγελιστρίας (f. sg.)), 2
- Moni Taxiarchon (Μονή Ταξιαρχών (f. sg.)), 1
- Panagia (Παναγία (f. sg.)), 70
- Platy Gialos (Πλατύ Γιαλός (m. sg.)), 29
- Ramos (Ράμος (m. sg.)), 80
- Sykamia (Συκαμιά (f. sg.)), 26

sowie die unbewohnten Inseln
- Vous (Βους (m. sg.))
- Glaronisi (Γλαρονήσο (n. sg.))
- Serifopoula (Σεριφοπούλα (f. sg.))

## Kloster Taxiarches

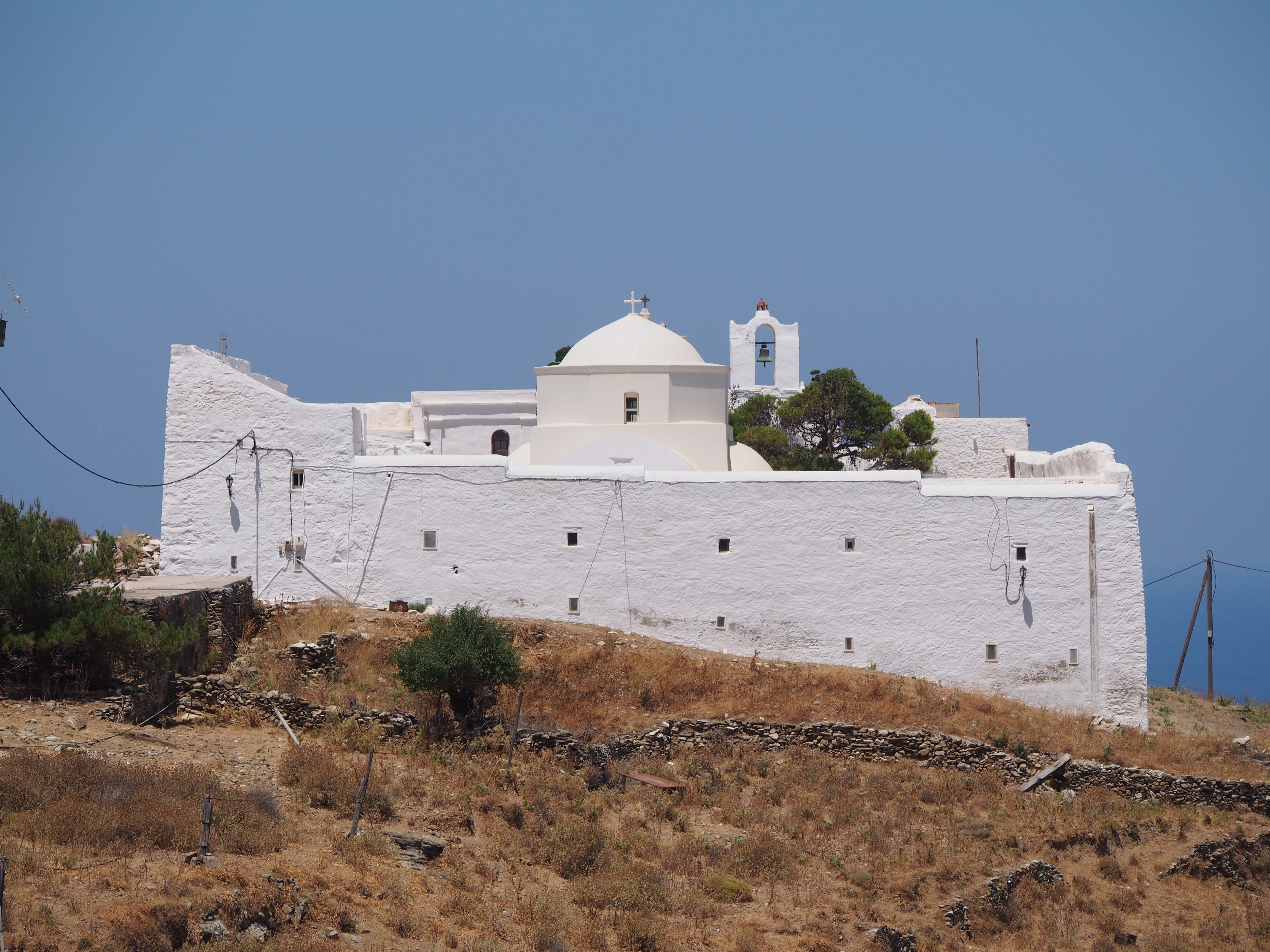
Kloster Taxiarches

Das Männerkloster Taxiarches (Μονή των Ταξιαρχών) wurde 1572 in der Nähe des Dorfes Galani gebaut. Da das Kloster aufgrund des großen Grundbesitzes bekannt für seinen Reichtum war und daher auch Piratenüberfällen ausgesetzt war, wurde die Anlage mit einer bis zu vier Meter hohen Mauer mit Schießscharten, ähnlich einer Festung mit nur einem Zugang errichtet. 1617 wurde eine Klosterschule gegründet. Bis zum Ende des 19. Jahrhunderts war das Kloster religiöses, pädagogisches und wirtschaftliches Zentrum der Insel. Das Kloster ist den Taxiarches (Ταξιάρχες ‚Erzengeln‘) Michael und Gabriel geweiht, deren Ikonen aus Zypern stammen sollen und zugleich auch die Inselheiligen sind. Die Fresken der dreischiffigen Kirche mit Kuppel sind noch teilweise im originalen Zustand und stellen den Kampf des Erzengels gegen den Drachen der Johannes-Offenbarung dar. Auf dem Fußboden ist ein Marmorrelief mit einem Doppeladler als Symbol des Byzantinischen Reiches aus dem Jahr 1659 erhalten. 1909 wurde im Kloster eine Bibliothek gegründet.

## Kirchen
- Agios Ioannis Theologos (Άγιος Ιωάννης ο Θεολόγος) wurde nach Überlieferungen auf den Ruinen eines Tempels der Athene gebaut. Nach einer anderen Überlieferung soll sich in einer der Katakomben das Haupt der Meduse befinden.
- Agios Athanasios (Άγιος Αθανάσιος) ist die Mitropolis der Insel und liegt am Hauptplatz von Chora neben dem neoklassizistischen Rathaus.
- Panagia (Παναγία) aus dem 10. Jahrhundert n. Chr. in der gleichnamigen Siedlung ist die älteste Kirche der Insel. Die Fresken der Kreuzkuppelbasilika stammen aus dem 14. und 17. n. Chr. Jahrhundert.
- Drei weitere Kirchen aus der spätbyzantinischen Zeit wurden als Denkmäler ausgewiesen[4]

## Museen
Volkskundemuseum
Das 1976 gegründete Volkskundemuseum ist in Kato Chora in einem traditionellen Gebäude untergebracht. Die Ausstellungsstücke wie Keramik, Werkzeuge, Textilwaren und lokale traditionelle Kleidung stammen mehrheitlich von Spenden der Einwohner. In einem Nebenraum werden Steine, Mineralien und Halbedelsteine die auf der Insel reichlich vorkommen gezeigt. Hinter dem Museum befindet sich ein kleines Theater, das etwa 300 Menschen Platz bietet und für verschiedene kulturelle Ereignisse genutzt wird.
Archäologisches Museum
Das Archäologische Museum der Insel befindet sich ebenfalls in Kato Chora. Von unterschiedlichen Orten der Insel werden Stücke der hellenistischen und römischen Zeit wie kopflose Statuen und Amphoren gezeigt.

## Naturschutz
Die Kombination von geomorphologischen mit hydrogeologischen Vorgängen hat im Süden ein Netz von Lebensräumen für die Pflanzen- und eine reiche Tierwelt ausgebildet. Die zahlreichen teilweise unzugänglichen Buchten in Verbindung mit Steilküsten und Höhlen bieten den Mittelmeermönchsrobben (Monachus monachus) ein ideales Rückzugsgebiet. Neben den vielen Eidechsen wie den Riesensmaragdeidechsen (Lacerta trilineata hansschweizeri) und Schlangenarten darunter auch Leopardnattern (Zamenis situla bzw. Elaphe situla) kommen auch Kaspische Bachschildkröten (Mauremys caspica) vor. Deshalb wurde der Inselsüden mit dem angrenzenden Meeresgebiet ins Natura 2000 Netz der Europäischen Union als GR 4220009 Notia Serifos (Νότια Σέριφος ‚Südserifos‘) integriert.